# أبونا باسيليوس
أبونا باسيليوس (23 أبريل 1891-13 أكتوبر 1970) كان أول رئيس أساقفة إثيوبي المولد، أو أبونا، ولاحقًا البطريرك الأول لكنيسة التوحيد الإثيوبية الأرثوذكسية.

## حياته
ولد البطريرك أبونا باسيليوس اسمه العلماني (جبري جيورجيس ولدتساديك) في مدى مكايل، وهي قرية في منطقة مرهابيت في شيوا بأثيوبيا. كان والده ممهير ولدتساديك، مسؤولًا كنسيًا محترمًا. تلقى جبري جيورجيس في مسقط رأسه تعليمًا ابتدائيًا في الكنيسة المحلية ثم دخل دير ديبري ليبانوس حيث تلقى تعليمًا دينيًا متقدمًا. رسم راهبًا في سن 21. خدم في الدير لمدة 12 عامًا. ثم تم تعيينه مدبرًا للعديد من الكنائس في إثيوبيا، وأبرزها كنيسة القديسة مريم في ميناجشا. في أوائل عام 1923 تم ترشيحه رئيسًا للكنائس والأديرة الإثيوبية في القدس بلقب «ممهير».
بقي ممهير جبري جيورجيوس في القدس لمدة عامين، حيث اكتسب المعرفة اللاهوتية ليصبح رئيس دير ديبري ليبانوس في عام 1933. (في ذلك الوقت كانت هذه أعلى رتبة لإثيوبي داخل الكنيسة، لأن منصب أبونا، أو رئيس الأساقفة، كان دائمًا يشغله مطران الكنيسة القبطية). أثناء الغزو الإيطالي، رافق جبري جيورجيس الإمبراطور هيلا سيلاسي والقوات الإثيوبية في معركة مايشو ولكنهم هزموا. عاد جبري جيورجيس بصحبة الإمبراطور إلى أديس أبابا ثم إلى المنفى وعرضوا قضية إثيوبيا على عصبة الأمم.
خلال الاحتلال الإيطالي، عاش جبري جيورجيس في المنفى في القدس، حيث ظل على اتصال مع أربنيوتش، أو مقاتلي المقاومة داخل إثيوبيا. أثناء الاحتلال الإيطالي، كان رئيس الأساقفة القبطي للكنيسة الأرثوذكسية الإثيوبية أبونا كيرلس قد خضع في البداية للحكم الإيطالي. في وقت لاحق، عاد رئيس الأساقفة إلى مصر وندد بالاحتلال الإيطالي، وقام الإيطاليون بعد ذلك بشكل غير قانوني بتعيين أسقف جوجام الإثيوبي المولد «أبونا» إبراهيم كرئيس أساقفة جديد للكنيسة الأرثوذكسية الإثيوبية في عام 1937، وسمحوا له بمسح أساقفة بدون موافقة بطريركية الأقباط بالإسكندرية. عند وفاة «أبونا» إبراهام، اقامت السلطات الإيطالية «أبونا» يوأنس كرئيس أساقفة. لم يعترف البطريرك في مصر ولا الإمبراطور المقيم في المنفى في بريطانيا بهؤلاء الأساقفة المعينين من قبل الإيطاليين. ومع ذلك، اعتبر الإمبراطور أن أبونا كيرلس قد تعاون أولاً مع العدو ثم تخلى عن قطيعه. في عشية عودة الإمبراطور هيلا سيلاسي إلى إثيوبيا، اقترحت السلطات الكنسية القبطية أن يرافق أبونا كيرلس الإمبراطور عند دخوله إثيوبيا؛ تم رفض العرض وتم اختيار رئيس دير ديبري ليبانوس بدلاً منه. كما لاحظت مارغاري بيرهام، «الصور الفوتوغرافية لتلك اللحظة الدرامية عندما خطا الإمبراطور عبر الحدود في المنطقة البرية ورفع علمه، تُظهر رئيس دير ديبري ليبانوس يرتدي أردية احتفالية سوداء متدفقة بجانبه.» 
بعد تحرير إثيوبيا عام 1941، صار جبري جيورجيوس هو الرئيس الفعلي للكنيسة الإثيوبية وذلك بسبب رفض الإمبراطور استقبال «أبونا» يوأنس أو الاعتراف به كرئيس أساقفة الكنيسة الأرثوذكسية الإثيوبية، وبسبب رفض رجال الدين عمومًا قبول عودة أبونا كيرلس. أثناء ذلك كانت تجري مفاوضات لتسوية وضع الكنيسة مع البطريركية القبطية.
كرّس البابا القبطي يوساب الثاني جبري جيورجيس رئيس أساقفة إثيوبيا بأسم أبونا باسيليوس في يوليو 1948 خلال حفل أقيم في كاتدرائية مارمرقس في مصر. في عام 1950، عند وفاة أبونا كيرلس، أصبح أبونا باسيليوس رئيسًا للكنيسة الإثيوبية، مع السلطة الكاملة لترشيح الأساقفة ورؤساء الأساقفة. خلال احتفال مهيب في عام 1959 وحضره الإمبراطور هيلا سيلاسي، كرس البابا القبطي كيرلس السادس في كاتدرائية مارمرقس في مصر، أبونا باسيليوس كاول بطريرك كاثوليكوس للكنيسة التوحيد الإثيوبية الأرثوذكسية.

### البطريرك
كان يُنظر إلى أبونا باسيليوس على أنه شخصية محافظة وتقليدية داخل الكنيسة، على عكس خليفته أبونا ثاؤفيلوس الذي كان آنذاك رئيس أساقفة هرار وكان من المصلحين. نظر البطريرك أبونا باسيليوس إلى كل بدعة بريبة شديدة.
كان أبونا باسيليوس رجلاً تقياً للغاية، ركز بشكل كبير على الصلاة والصوم، وبالتالي ترك المزيد من واجباته لأبونا ثيوفيلوس الذي عمل نائباً له، وبعد ذلك بصفته بطريركًا بالنيابة عندما بدأت صحة أبونا باسيليوس تتدهور بعد عام 1963.
كان أبونا باسيليوس واحدًا من الأشخاص القلائل الذين على الرغم من احترامهم الشديد للإمبراطور، إلا أنه لم يخشاه بل احتفظ بارائه ومبادئه. من المعروف أنه دائمًا ما كان صريحًا ومنفتحًا مع الإمبراطور الا انه لم يتردد أبدًا في إخبار الإمبراطور بالحقيقة حتى وان كان ذلك لا يرضي الإمبراطور. عندما اعتقد البطريرك أن تصرفات الحكومة أو الإمبراطور نفسه تتعارض مع ما كان يعتقد أنه صواب، فإنه كان يهدد بالذهاب الي دير ديبري ليبانوس، وهو تهديد كان يأخذه الإمبراطور على محمل الجد وكان غالبًا ما يغيّر رأيه. خدم البطريرك في مجلس الكراون، وكان يعتبر من أكثر مستشاري الإمبراطور تأثيرًا.
في عام 1960، شن الحرس الإمبراطوري كبرذاباجنا محاولة انقلابية ضد الإمبراطور بينما كان في زيارة دولة إلى البرازيل. أعلن الحرس الإمبراطوري عن خلع الإمبراطور وحكومته، وأن ولي العهد أسفاو ووسن سيعمل كملك وفقت للدستور، وأن الإصلاحات سيتم تنفيذها. ومع ذلك، فقد خرج الجيش الإمبراطوري في معارضة للانقلاب كما فعل سلاح الجو الإمبراطوري. أرسل قادة الانقلاب العميد منغيستو نيواي وأخوه جيرامامي نيواي مبعوثين لشرح أفعالهم للبطريرك. رفض أبونا باسيليوس الاعتراف بهذا الأنقلاب وأعلن أن الحرس الإمبراطوري ليس لديه سلطة لعزل إمبراطور تم مسحه من قبل الكنيسة، وأعلن حرمان ضد أولئك الذين شاركوا في الانقلاب أو دعموه. وقد تم طباعة بيانه ونشره وتوزيعه فوق أديس أبابا بواسطة مروحيات الجيش. استخدم الجيش والقوات الجوية هذا الإعلان لحشد الدعم للإمبراطور وتم سحق الانقلاب.
من أجل التأكد من عدم هجر أي وحدات من الجيش الإمبراطوري إلى الجانب الآخر، قام البطريرك بجولة في ثكنات الفرقة الرابعة في أديس أبابا ووعد بأن الجنود، الذين اشتكوا منذ فترة طويلة من ضعف رواتبهم، سيحصلون على زيادة كبيرة عند عودة الإمبراطور. عند عودته، تم إخبار الإمبراطور هيلا سيلاسي بوعد البطريرك للجنود، لكنه ذكر أنه لا يمكن الوفاء بهذه الزيادة في ذلك الوقت لأنه ببساطة لم يكن هناك ما يكفي من المال في خزائن الحكومة للقيام بذلك. فغضب أبونا باسيليوس ونفذ تهديداته السابقة وذهب الي دير ديبري ليبانوس احتجاجًا. ذهب الإمبراطور بنفسه إلى دير ديبري ليبانوس وأقنع البطريرك بالعودة إلى أديس أبابا، ومنح زيادة أقل للجنود لإرضاء البطريرك.

### السنوات الأخيرة
بدأ أبونا باسيليوس يقضي وقتًا متزايدًا في دير ديبري ليبانوس بعد أن بدأت صحته تتدهور في أوائل الستينيات. ترك المزيد من واجباته لأبونا ثيوفيلوس، وقضى وقتًا أطول في الراحة والصلاة في الدير، ونادرًا ما كان يظهر في البطريركية في أديس أبابا أو في البلاط الإمبراطوري. كان أضعف من أن يشارك في مؤتمر الكنائس الأرثوذكسية الشرقية الذي عقد في أديس أبابا في عام 1965، ونوب أبونا ثيوفيلوس لتمثيله في معظم جلساته.
توفي البطريرك أبونا باسيليوس، أول بطريرك وكاثوليكوس لكنيسة التوحيد الإثيوبية الأرثوذكسية، في 13 أكتوبر 1970.
بعد جنازة رسمية في كاتدرائية الثالوث القدوس في أديس أبابا، حضرها الإمبراطور، وجميع أفراد العائلة الإمبراطورية، وأعضاء البلاط الإمبراطوري وحكومة إثيوبيا، بالإضافة إلى السلك الدبلوماسي وممثلي الكنائس الأخرى المختلفة، تم دفن أبونا باسيليوس في دير ديبري ليبانوس. وخلفه أبونا ثيوفيلوس بطريرك إثيوبيا.

## بطاركة أثيوبيا
- أبونا باسيليوس (البطريرك الأول - 1959 - 1970)
- أبونا ثاؤفيلوس (البطريرك الثاني - 1971 - 1976)
- أبونا تكلا هيمانوت (البطريرك الثالث - 1976 - 1988)
- أبونا مركوريوس (البطريرك الرابع - 1988 الي الآن)
- أبونا باولوس (البطريرك الخامس - 1992 - 2012)
- أبونا متياس (البطريرك السادس - 2013 الي الآن)